# ماریا میس
ماریا میس (به آلمانی: Maria Mies)، (۱۹۳۱ در شتفلن جمهوری وایمار -) جامعه‌شناس فمینیست آلمانی، نویسندهٔ چندین کتاب فمینیستی است که از آن جمله می‌توان به زنان هندی و پدرسالاری (۱۹۸۰)، پدرسالاری و انباش در مقیاس جهانی (۱۹۸۶) و زنان: آخرین مستعمره (۱۹۸۸، نگارش مشترک با بنهولت تامسن و فون ورلهوف) اشاره کرد. وی از فعالان جنبش زنان آلمان و جنبش علیه جهانی‌سازی لیبرالی است.
جان بلامی فاستر از ماریا میس به عنوان یکی از فمینیست‌هایی یاد می‌کند که در کنار لیز فوگل، فریگا هاگ، سیلویا فدریچی، نانسی فریزر، تیتی باتچاریا، هیتر براون و جایاتی گوش در تکامل نظریهٔ بازتولید اجتماعی و بسط آن با روش‌شناسی مارکسیستی مشارکت سازنده‌ای داشته‌است.

## زندگی
ماریا میس در سال ۱۹۳۱ در شتفلن، استان راین در ایالت آزاد پروس، جمهوری وایمار به دنیا آمد.
ماریا میس استاد جامعه‌شناسی در دانشگاه علوم کاربردی کلن، یکی از دانشگاه‌های علوم کاربردی در آلمان است. او به هند رفت و به مدت چندین سال در آنجا به کار پرداخت. در سال ۱۹۷۹ برنامهٔ زنان و توسعه را در مؤسسهٔ مطالعات اجتماعی لاهه در هلند راه‌اندازی کرد. او از دههٔ ۱۹۶۰ در قالب جنبش زنان به فعال پرداخته و مطالعات زنان را دنبال کرده‌است. ماریا میس چندین کتاب و مقاله با موضوعات فمینیستی، بوم‌شناسی و کشورهای در حال توسعه منتشر کرده‌است. یکی از دغدغه‌های اصلی او توسعه رهیافت‌های آلترناتیو در روش‌شناسی و نیز در اقتصاد است. ماریا میس در سال ۱۹۹۳ از تدریس بازنشسته شده‌است، اما در جنبش زنان و دیگر جنبش‌های اجتماعی فعالیت خود را حفظ کرده‌است. او عضو شبکهٔ فمینیستی زنان انجمن مالیات بر تراکنش‌های مالی و اقدام شهروندان (Attac) است. ☃☃ ماریا میس کتابی با موضوع توافق‌نامه چندجانبه در سرمایه‌گذاری نوشته و همچنین کتاب چشم‌انداز معیشت را به همراه ورونیکا بانهولت (پدرسالاری و انباشت در مقیاس جهانی) نوشته‌است. او با سارال سارکار که یک اکوسوسیالیست است ازدواج کرده‌است.

## آثار
- زنان هندی و پدرسالاری: کشمکش‌ها و معماهای دانشجویان و زنان کارگر. دهلی نو: کانسپت (۱۹۸۰). شابک ‎۹۷۸−۰۳۹۱۰۲۱۲۶۶.
- توری‌سازهای نارساپور: تولید زنان خانه‌دار هندی برای بازار جهانی. لندن: زدبوکس (۱۹۸۲). شابک ‎۰−۸۶۲۳۲−۰۳۲−۱.
- به همراه واندانا شیوا. اکوفمینیسم. لندن: زدبوکس (۱۹۹۳). شابک ‎۱−۸۵۶۴۹−۱۵۶−۰.
- به همراه سینیت سیتیراک. دختران توسعه: زنان در محیط در حالی تغییر. لندن: زدبوکس (۱۹۹۸). شابک ‎۱−۸۵۶۴۹−۵۸۸−۴.
- پدرسالاری و انباشت در مقیاس جهانی: زنان در تقسیم بین‌المللی کار. لندن: زدبوکس (۱۹۹۹). شابک ‎۱−۸۵۶۴۹−۷۳۵−۶.
- به همراه ورونیک بنهولت-تامسن. چشم‌انداز معیشت: فراسووی اقتصاد جهانی‌شده. لندن: زدبوکس (۲۰۰۰). شابک ‎۱−۸۵۶۴۹−۷۷۶−۳.
- روستا و جهان: زندگی من، اوقات ما. ملبورن شمالی: انتشارات اسپینیفکس (۲۰۱۱). شابک ‎۱−۸۷۶۷۵۶−۸۲−۹.

## ترجمه به فارسی
مقالهٔ خاستگاه‌های اجتماعی تقسیم جنسی کار از کتاب زنان: آخرین مستعمره توسط زرینه صفایی ترجمه شده و در پایگاه اینترنتی تریبونی برای زنان چپ منتشر شده‌است. همچنین مقاله‌ای تحت عنوان کوه یخ پدرسالاری سرمایه‌داری را بشکنیم از وی توسط ناهید جعفرپور به فارسی ترجمه شده‌است.
همچنین خدیجه مقدم فمینیست ایرانی در سال ۱۳۹۴ مصاحبه‌ای با وی انجام داد که به زبان فارسی انتشار یافت.

## دیدگاه‌ها
ماریا مایز میان کار خانگی زنان و رابطهٔ زنان با طبیعت رابطه‌ای برقرار می‌کند و معتقد است که «نیروی کار زنان منبعی طبیعی فرض می‌شود که مثل آب و هوا رایگان است.»
میس توسعهٔ سرمایه‌داری را فرایندی می‌داند که همواره با عقب‌ماندگی در ارتباط است. بر این اسا توسعه در یک بخش از سرمایه‌داری در بخشی دیگر به صورت توسعه‌نیافتگی و عقب‌ماندگی جلوه‌گر می‌شود.
وی در مردسالاری و انباشت سرمایه در مقیاس جهانی سرمایه‌داری را منشأ خشونت معاصر علیه زنان می‌داند. او برای خشونتی که در عصر حاضر در مورد زنان اعمال می‌شود ویژگی‌های کاملاً مشخصی برمی‌شمرد و بدین وسیله میان خشونت معاصر با خشونتی که در دوره‌های برده‌داری و فئودالیسم بر زنان اعمال شده تمایز قائل می‌شود. به باور مایز زنان هرگز به معنای بورژوایی کلمه سوژه‌های تاریخی آزاد نبوده‌اند، بلکه به عنوان نوعی دارایی همواره به همسران‌شان تعلق داشته‌اند و خود نتوانسته‌اند صاحب دارایی باشند. «دارایی» در آرای مایز به معنای منطق سرمایه برای تصاحب نیروی کار و بدن زنان است که باز تولیدکنندهٔ نیروی کار فرد و همچنین نوع بشر به‌شمار می‌آید. تشدید میزان این تصاحب که بر بدن و سکسوالیتهٔ زنان اعمال می‌شود، در رابطه با اشکال معاصر خشونت علیه زنان محوریت دارد. به همین دلیل صورت‌بندی مایز برای فهم (باز) تولید خشونت علیه زنان در نظام سرمایه‌داری امپریالیستی نیز مفهوم دارایی وابسته است.
ماریا میس در کتاب بازمرتبط سازی جهان جداشده که در سال ۱۹۹۳ به همراه واندانا شیوا نگاشته‌است، نظام اقتصادی سرمایه‌داری پدرسالارانه را با سرکوب زنان در هر دو نیم‌کرهٔ شمالی و جنوبی مرتبط ساخته‌است. به باور او و شیوا زنان به دلیل آگاهی از ارتباط میان خشونت پدرسالارانه علیه زنان و دیگر گروه‌های اجتماعی با تخریب طبیعت در برابر آن واکنش نشان داده‌اند.
میس همچنین توسعهٔ صنعت سکس را نیز به عنوان جلوه‌ای معاصر از خشونت علیه زنان با توسعه و اعطای وام‌های بانکی مرتبط می‌کند و به این مسئله اشاره می‌کند که اولین بار این بانک جهانی، صندوق بین‌المللی پول و آژانس توسعهٔ بین‌المللی آمریکا بودند که برای صنعت سکس برنامه‌ریزی کرده و آن را مورد حمایت قرار دادند.
ماریا میس به مسئلهٔ خانگی شدن کار می‌پردازد و خود را ملهم از نظریات رزا لوکزامبورگ در رابطه با انباشت سرمایه می‌داند. او می‌گوید اگرچه لوزامبورگ مستقیماً به مسئلهٔ زنان اشاره نکرده و تنها مسائلی را در مورد دهقانان و مستعمرات بیان کرده‌است، اما نظریات او در رابطه با «اشکال غیرسرمایه‌داری» در انباشت سرمایه سبب شد تا میس و همکارانش متوجه اهمیت کار خانگی زنان در نظام سرمایه‌داری شوند و بتوانند تقسیم جنسی کار را با تقسیم بین‌المللی کار پیوند بزنند. اشکال غیرسرمایه‌داری مطابق با این دیدگاه به اشکالی از تولید گفته می‌شود که مولد نیست و به مانند طبیعت و همچون موهبتی طبیعی در اختیار بشریت قرار گرفته‌است. چنین تولیدی به صورت ۲۴ ساعت در روز در دسترس است و هیچ حقوق کاری و قرارداد مزدی نیز امنیت آن را تأمین نمی‌کند و به همین دلیل برای سرمایه بی‌دردسرترین و ارزان‌ترین شکل بازتولید نیروی کار به‌شمار می‌آید. ماریا میس این درک از کار خانگی را در رابطه با زنان بافنده و لبه‌دوز در هند مورد پژوهش قرار داد.
ماریا میس همچنین ضمن حفظ جهت‌گیری مارکسیستی علیه سرمایه‌داری، انتقاداتی را متوجه رویکرد مارکس در رابطه با کار و مشخصاً‌کار خانگی زنان می‌کند. مارکس به باور ماریا میس تفاوت اصلی میان کار زن خانه‌دار با کار کارگر را در این می‌دیده که کار مرد کارگر کالا به بازار عرضه می‌کند و کار مولد است، در حالی که کار زن خانه‌دار یا مادر تنها به صورت زایاندن یا بازتولید صورت می‌گیرد. میس می‌گوید که مارکس کار زایش زن را تنها در ضرورت آن برای تولید نیروی کار مردان به صورت روز به روز و نسل به نسل درک کرده‌است. اما متوجه این مسئله نشده‌است که سرمایه‌داران تنها به کارگران مرد ستم نمی‌کنند و کار و توان‌شان را مصرف نمی‌کنند، بلکه همچنین زنان خانه‌دار را نیز که برای کارشان مزدی دریافت نمی‌کنند استثمار می‌کنند و نیرو و توان آن‌ها را به نفع خودشان به کار می‌گیرند. مارکس همچنین متوجه این مسئله نشده‌بود که بخش مهمی از سودی که سرمایه‌دار به دست می‌آورد بر اساس همین کار بی‌مزد زنان به دست می‌آید. درواقع به باور میس کار زنان در خانه برای سرمایه‌داری همانند کار طبیعت است و وسیله‌ای رایگان به‌شمار می‌آید.

## انتقاد از ماریا میس
مریم جزایری فعال جنبش کمونیستی و زنان در کتاب مارکسیسم و فمینیسم که به ویراستاری شهرزاد مجاب نگارش یافته‌است، ضمن تأکید بر نقدی که میس به برداشت‌های اکونومیستی و پراگماتیستی برخی از مارکسیست‌ها از ستم بر زن، انتقاداتی را متوجه تئوری کمون‌ها (اجتماع مشترک The Commons) می‌کند و آن را گرایشی رفرمیستی برای رسیدن به کمونیسم می‌داند. به باور جزایری انتفادات تئوریک صحیح ماریا میس به بیراهه رفته‌است، چرا که اجتماعات اشتراکی و رسیدن به کمونیسم در چهارچوب نظم سرمایه‌داری مبتنی بر مالکیت خصوصی امکان‌پذیر نیست، و این از آن روست که مالکیت خصوصی با دولت سرمایه‌داری عجیبن است و نفی آن بدون سرنگونی قدرت دولتی از طریق انقلاب امکان ندارد. جزایری می‌گوید میس و فمینیست‌هایی مانند او -همچون سیلویا فدریچی- دو اشتباه تئوریک انجام می‌دهند: اول اینکه از دست‌آوردهای دو انقلاب شکست‌خوردهٔ سوسیالیستی در شوروی و چین ارزیابی مارکسیستی به‌دست نیاورده‌اند؛ و دوم اینکه برای درک امپریالیسم به تئورِ‌های غیرمارکسیستی همچون آرای هارت و نگری متوسل شده‌اند که به جای مفهوم «امپریالیسم» از «امپایر» (امپراطوری) استفاده می‌کنند و مدعی هستند که در نظام سرمایه‌داری متأخر به دلیل رواج کامپیوتر و اینترنت «کار غیرمادی» بر «کار مادی» تفوق یافته و جامعه می‌تواند بدون گذر از انقلاب و به‌طور خودبه‌خودی به سوی کمونیسم برود.